# Шомпулев, Виктор Антонович
Виктор Антонович Шомпулев (18 июня 1830 года — 6 июля 1913 года) — саратовский губернский предводитель дворянства, председатель губернского земского собрания, губернской земской управы, а также почётный мировой судья.
Виктор Антонович автор книги «Записки старого помещика» и автобиографического романа «Быль».

## Биография
Отец: Антон Иванович Шомпулев, начальник жандармерии Саратовской губернии. Отец скончался от холеры во время эпидемии через месяц после рождения сына.
Мать: Анна Степановна Долгово-Сабурова, дворянка.
Сестра: Екатерина (1825 г. р.).
Жена: Мария Михайловна Готовицкая (1838—191?), дворянка, внучка саратовского откупщика-миллионера, потомственного почетного гражданина и купца 1-й гильдии Х. И. Образцова (вступление в брак в 1855 году; разошлись в 1865 году, не оформляя развода).
Дочь: Шомпулева Вера Викторовна (1858—1936), дворянка; другие дети: сын Владимир, дочери Валентина и Мария.
С 1880-х годов и до конца жизни жил в фактическом браке с Александрой Петровной Рентшке — певицей, немкой по национальности, на 34 года младше Шомпулева.
Скончался 6 июля 1913 года.

### Военная служба
С 1837 года Шомпулев воспитывался в Александровском корпусе для малолетних сирот в Царском Селе, в который он был определён по прошению его матери императору. В 1839 году он был переведен в Павловский кадетский корпус, однако в 1845 году прервал обучение по причине воспаления лёгких, после чего вернулся в Саратов. В 1846—1849 годах на общественных началах служил чиновником в канцелярии саратовского губернатора по уголовному столу.
В марте 1849 года уехал на Кавказ и был зачислен юнкером в Куринский егерский полк. 13 августа того же года за проявленную отвагу представлен к офицерскому чину. Участвовал в ряде военных экспедиций, был ранен в ногу. Получил орден «Георгиевский крест» («солдатский Георгий»). В январе 1851 года получил чин прапорщика, затем служил в Сунженском линейном казачьем полку. 24 мая 1852 года в связи с ранением уволен со службы с производством в чин подпоручика с сохранением мундира и полного пенсиона.

### Общественная деятельность
В 1856 году был избран депутатом губернского дворянского собрания от Кузнецкого уезда.
С 1856 по 1861 годы — кандидат на должность уездного предводителя (многократно замещал предводителя в его отсутствие); с 1861 года — уездный предводитель.
С декабря 1864 года по 1875 год — предводитель дворянства Саратовского уезда (четыре трёхлетних срока). В это же время периодически исполнял функции губернского предводителя дворянства как его заместитель (по закону предводитель уезда, в котором находился губернский город, являлся также заместителем губернского предводителя).
Был участником реформ 1860-х годов, принимал участие в создании Саратовского земства. В 1865—1866 годах работал председателем уездной комиссии по введению в действие «Положения о губернских и уездных земских учреждениях». С 1866 по 1868 годы возглавлял комиссию по пересмотру городового положения Саратова. С октября 1869 по май 1876 года являлся председателем уездной земской управы.
В 1868 году стал главой комиссии по введению в действие мировых судебных учреждений. С мая 1869 до 1875 года — почётный мировой судья (в том числе, был председателем на первом съезде мировых судей в июне 1869 года).
С 23 сентября 1873 года до 1876 год занимал должности предводителя дворянства Саратовской губернии и председателя губернского земского собрания.
Покинул все свои посты в губернии в 1876 году.
Через некоторое время был избран председателем окружного отделения Общества взаимного поземельного кредита; в 1882—1883 годах являлся председателем правления Саратовско-Симбирского земельного банка.
В 1891 году по предложению министра внутренних дел И. Н. Дурново вернулся на службу с жалованьем 2200 рублей в год.
В конце сентября 1902 года в возрасте 72 лет по состоянию здоровья ушёл в отставку с должности земского начальника 8-го участка Саратовского уезда.

## Интересные факты
- В 1876 году в дневнике А. Н. Минх называл В. А. Шомпулева «нашим ловеласом» и описывал его так: «...красивый, представительной внешности при ограниченном уме, но уменьи рисоваться, он имел большой успех у женщин»[8].
- Шомпулев имел репутацию человека, довольно жёстко обращавшегося с крестьянами[2]. Однако в издании «Саратовский листок» отмечалось, что в течение 11 лет, в течение которых Шомпулев занимал должность земского начальника, «он ни разу не допустил телесных наказаний крестьян по приговорам волостных судов, ни разу не подвергал крестьян за разные проступки денежным штрафам, заменяя таковые краткосрочными арестами в свободное от работ время»[9].
- Император собственноручно пожаловал Шомпулеву орден Святого Владимира 3-й степени и свой портрет с надписью: «Отставному подпоручику В. А. Шомпулеву моё спасибо за долголетнюю доблестную службу предводителя дворянства и земского начальника. Николай. 1903»[10].
- Личные вещи и документы Шомпулева после его смерти были переданы в саратовские музеи[2][3].